# Barbara Steveni
Barbara Steveni (21 de agosto de 1928 - 16 de febrero de 2020) fue una artista conceptual británica que residía en Londres. Steveni fue cofundadora y directora del Artist Placement Group (APG), que funcionó desde la década de 1960 hasta la década de 1990. El objetivo de la APG era reenfocar el arte fuera de las galerías y museos. En cambio, instaló a artistas en organizaciones industriales y gubernamentales para aprender y tener una voz en estos mundos y luego, cuando fue posible, organizar exhibiciones de trabajo relacionadas con esas experiencias. Su trabajo fue un precursor clave del concepto residencia artística, ahora ampliamente aplicado.

## Primeros años y educación
Steveni nació en Irán en 1928 de padres británicos. El padre de Steveni trabajaba en el Ministerio de Relaciones Exteriores y de la Mancomunidad de Naciones, y pasó sus primeros años yendo y viniendo entre Irán y Devon, donde vivió con sus abuelos desde los cinco años.
Steveni tuvo una educación poco convencional, asistiendo a una escuela de danza en Teignmouth durante la Segunda Guerra Mundial, pero aun así logró obtener su Certificado Escolar, para luego obtener un cupo en el Chelsea College of Art.

## Carrera profesional
Steveni trabajó al principio en performance artísticas y se comprometió con un cambio hacia el arte conceptual. Participó en las redes Fluxus a finales de los años 50 y 60 y creó Happenings y esculturas de ensamblaje. En 1965, Steveni tuvo la idea de fundar Artist Placement Group (APG), inspirada por una invitación de Frank Martin en la Escuela de Arte de Saint Martin para que ella diera una conferencia a los estudiantes sobre el papel del artista en la sociedad.
Trabajando en colaboración con Latham, Steveni lanzó formalmente el APG en 1966. En 1998, durante una entrevista, grabada para National Life Stories for Artists' Lives, Barbara Streveni reveló que la idea de Artist Placement Group se le ocurrió cuando una noche se perdió mientras conducía por un polígono industrial. A Latham y Steveni se unieron artistas como Jeffrey Shaw, Stuart Brisley, David Hall y Barry Flanagan. Además de obtener el apoyo de Martin, Steveni también se puso en contacto con el industrial sir Robert Adeane, quien se desempeñó como presidente de muchas empresas, y animó a Steveni a poner en práctica su concepto. APG tenía como objetivo asociar artistas en empresas privadas y organismos públicos, para luchar contra el aislamiento del artista de la sociedad en general. En 1968, Steveni se acercó al presidente del Consejo de las Artes de Gran Bretaña con una propuesta para utilizar la Galería Hayward para una exposición.
Esto se realizó en 1971 con la exposición Arte y Economía. Steveni estableció la primera colocación asegurada por la organización entre Garth Evans y British Steel Corporation en 1969. Otros artistas que tuvieron ubicaciones importantes con APG incluyeron a Keith Arnatt, Ian Breakwell, Stuart Brisley, George Levantis y David Hall. En la década de 1980, sintiendo que muchas organizaciones artísticas y académicas se habían apropiado y diluido la noción de ubicación del artista, Steveni y Latham cambiaron el nombre de APG a O+I, por Organización e Imaginación.
A lo largo de la operación de la APG, Steveni desempeñó un papel de director fundamental en su administración y funcionamiento, estableciendo conexiones entre los artistas y la industria, asegurando la financiación y organizando los pagos. Sin embargo, el papel gerencial de Steveni pasó más bien desapercibido dentro de las historias del APG, y  por un enfoque histórico centrado principalmente en el trabajo de Latham.
Según Victoria Lane, "su papel central en el desarrollo de APG generalmente queda a la sombra del trabajo más conocido de John Latham y el enfoque teórico que él aportó al grupo, combinado con cierta preeminencia de los artistas masculinos del APG". En 2002 Steveni comenzó el proyecto I Am An Archive, descrito como un "proyecto de archivo performativo en curso" a través del cual la artista reflexiona sobre su participación en APG. Incluye paseos y conversaciones de artistas, que se documentan activamente. Después de su publicación, I Am An Archive pasó a ser también conocida como una “serie de paseos documentados”.
En 2005 Steveni estuvo en conversaciones con Tony Benn, político que fue uno de los primeros y más fervorosos partidarios de APG en el Tate Archive, donde ahora reposan los documentos y registros de la organización. Durante 2008 Steveni participó en el Manifesto Marathon en la Serpentine Gallery. En 2009 y 2010, Steveni exhibió documentación de I Am An Archive en la galería Arnolfini como parte de su instalación y representación Beyond the Acid Free.

## Vida personal
En 1951, Steveni se casó con el artista John Latham, con quien trabajaría en el Artist Placement Group.